# 戸田南出入口

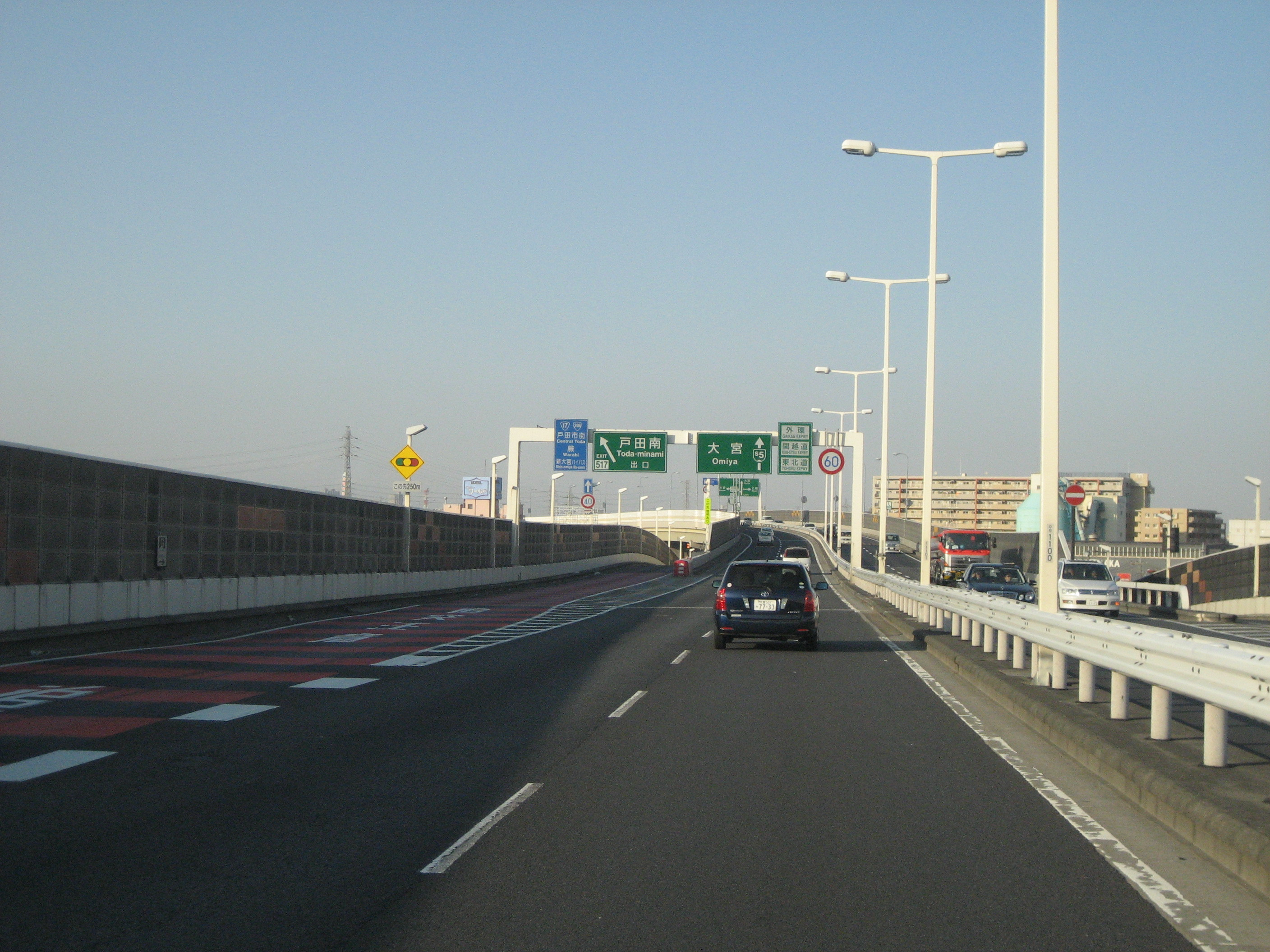
下り出口付近

戸田南出入口（とだみなみでいりぐち）は、埼玉県戸田市にある首都高速道路5号池袋線の出入口である。
上り方向 (竹橋JCT方面)の出入口のみ設置されているハーフインターチェンジである。
埼玉県に入って最初の当インターは5号池袋線下り最後の出口であり、ここから先は5号埼玉大宮線と東京外環自動車道に美女木ジャンクションで直結している。出口ランプの一般道との合流部手前には信号機があり、流出台数によっては本線出口分岐付近から渋滞する場合がある。

## 接続する道路
- 国道17号新大宮バイパス

## 周辺
- 西高島平駅
- 戸田公園駅
- 戸田漕艇場 - 戸田競艇場
- TBSラジオ戸田送信所

## 隣
首都高速5号池袋線
(515)高島平出入口 - (517)戸田南出入口 - (518)戸田出入口